# Allium schistosum
Allium schistosum — вид рослин з родини амарилісових (Amaryllidaceae); поширений на Кавказі Росії й Абхазії.

## Опис
Стебла зазвичай поодинокі або парні, прикріплені до короткого кореневища, заввишки (15)18–30(32) см, діаметром (0.5)0.9–1.5(1.9) мм, циліндричні. Листків (3)4–5(7), ниткоподібні, 0.3–1.5(1.8) мм завширшки, залежно від середовища проживання, листки рівні стеблині в період цвітіння. Зонтик напівсферичний у період цвітіння, діаметром (16)20–25(30) мм, у період плодоношення майже круглястий; квітів 10–40. Оцвітина зірчасто-дзвінчаста; сегменти оцвітини трохи неоднакові, 1.8–2.3 мм завширшки, внутрішні (4.0)4.5–5.6(6.0) мм у довжину, зовнішні довжиною (3.7)4.1–4.8(5.0) мм, білуваті, іноді з трояндовим відтінком, майже білі у період плодоношення, злегка трояндові вздовж жилки й на кінчику, із зеленуватою або пурпурною жилкою. Пиляки завдовжки 0.9–1.3 мм, коричнево-жовті (рідко майже жовті) до фіолетового або цегляно-червоного кольору. Насіння чорне, кутасте, до 3 мм завдовжки.
Період цвітіння: (червень) липень – серпень.

## Поширення
Поширення: Кавказ Росії й Абхазії.
Населяє щебінь та кам'янисті відслонення; від лісу до альпійський пояс (висота 1400–2800 м над рівнем моря)..